# Тврђава Бесац
Тврђава Бесац налази се на узвишењу изнад Вирпазара, варошице у Црној Гори. Својим положајем се посебно истиче у пространом Црмничком пољу. До тврђаве води пут, издвојеним краком од саобраћајнице Вирпазар – Бар, виа Суторман.
Као споменик фортификационе архитектуре III (треће) категорије Бесац је законом заштићен, рјешењем бр. 1217 од 27. новембра 1957. године (према извештају Комисије за утврђивање стања непокретне културне баштине Црне Горе, од 4. јуна 2004)
Име Бесац потиче од албанске речи „беса”, што значи: вера, задата реч, сигурност.

## Историја
О времену настанка утврђења Бесац не може се прецизно говорити. Историјски извори не пружају никакве прецизне податке, али постоје две теорије о томе када је и ко сазидао Бесац:

### Друга половина 15. века
Многи извори тврде да су Бесац подигли Турци одмах након пада Доње Зете, 1478. године, и држали је у поседу све време њиховог присуства у овим крајевима. Због свог изванредног стратегијског положаја није искључено да је нека врста утврђења постојала и у време средњевековне Зете, а можда и раније, те да су га Турци само утврдили, дајући му особен печат. У ратовима с краја 17. и почетком 18. века Бесац је доспео у руке Црногораца. Током тих борби претрпео је знатна оштећења. Ослобађањем од Турака губи значај и само се повремено користи.
О тим борбама и освајању Бесца говори и Његош у Горском вијенцу. Ови стихови говоре о догађајима који су се десили на Бадњи дан 1702. године, када је у борбама на Бесцу погинуо велики број Црмничана:
| „ | Кнез Никола и сви Дупиљани поздрављамо нашега Владику! Пишемо ти што је код нас било. Како чусмо што би на Цетињу, покласмо се с нашијем Турцима. Дан и ноћ је поклање трајало: бјеше пуна Црмница Тураках, десечара, аге изјелице. Мало ко нам у помоћи дође; и ми смо ти грдно изгинули, половина у бој погинусмо. Нестало је гробља око цркве, по шестину у један копамо. По Црмници Турке исјекосмо и град Бесац с земљом изравнисмо. сад ти нема у нашу нахију обиљежја од турскога уха до трупине али развалине. | ” |

### Половином 19. века
Према другој теорији, тврђаву је подигао 1847. године митрополит Петар Други Петровић Његош, као одговор на турско утврђивање Грможура од стране Осман-паше Скопљака. За њену изградњу је утрошио 80000 сребрних фиорина. Тврђава је имала значајну улогу у контроли над Скадарским језером. Милорад Медаковић у књизи Живот и Обичаји Црногораца (1860., pp. 132.) наводи податак да је кулу Бесац мислио подићи (обновити) Осман паша, али га је владика Петар Други у томе предухитрио.

### 20. век
Између два светска рата, у Бесацу је била смештена жандармеријска станица. Тада је претрпео и одређене измене. За време Другог светског рата Италијани су га користили као затвор. Након тога трајно је напуштен. Иако релативно добро очуван, до почетка 21. века махом је био зарастао у медитеранску макију.

### Рестаурација 2013. године
Године 2013. завршена је прва фаза рестаурације утврђења Бесац, с намером да се овај споменик уврсти у туристичку понуду Црне горе. Позиција утврђења препоручује га као изванредан видиковац, а лака доступност и близина магистралног пута чине га тачком са које се могу презентовати бројни сегменти културне баштине Скадарског језера.

## Опис тврђаве
Тврђава Бесац смештена је на платоу површине 1200 m². Грађена је од притесаног ломљеног камена богато утопљеног у кречни малтер и сложеног у правилне хоризонталне редове, са грубим спојницама. Састоји се од утврђења са кулама, зграде касарне, одбрамбеног зида са улазном капијом, осматрачница, и помоћних објеката. Заштићена је одбрамбеним бедемима који прате основну конфигурацију терена, тако да комплекс има облик неправилног троугла. Само утврђење има правоугаону основу са две кружне куле са осматрачницама на наспрамним угловима. Она окренута језеру имала спрат и засведен подземни део. Зграда која је служила као касарна, смештена у близини улаза, правоугаоне је основе, са кровом на две воде. Бедеми су различите висине, зависно од конфигурације терена. Грађевине унутар објекта су складно распоређене и међу њима постоји добра комуникација у види калдрмисаних стаза на различитим нивоима.

## Легенде
За ово утврђење везане су многе легенде о „закопаном благу” митског народа, који у колективној свести Црмничана има посебно место. У суштини ради се о Илирима – Лабеатима, чије су насеобине биле свуда по ободу Скадарског блата (Скадарског језера). Једна од најпознатијих датира из времена кнеза Данила. Заснива се на чињеницама које је записао мемоариста Раде Туров Пламенац. Наиме, Андрија Дрекшић, беспосличар и доконик, како га је Раде туров назвао у својим записима, уснио је сан о „големом јаудијском благу закопаном у вр' Бесаца”. То је објаснио црногорском владару, а овај је, омогућио да са локалним главарима и радницима мештанима разбије велику камену плочу на средини тврђаве. Што је живи камен био више и дубље ломљен, то је незадовољство било веће. Увидевши да од големог блага нема ништа, трагачи су се вратили кући, а Андрија исмејан и кажњен поругом и губитком свих људских права.